# Drújnaia
Drújnaia (en rus: Дружная) és un poble del krai de Perm, a Rússia, que pertany al districte rural de Ielovski. El 2010 tenia 45 habitants.